# Cristina Ortiz
Cristina Ortiz (ur. 17 kwietnia 1950 w Salvadorze) – brazylijska pianistka.

## Życiorys
Ukończyła konserwatorium w Rio de Janeiro, następnie studiowała w Paryżu u Magdy Tagliaferro i w Curtis Institute of Music w Filadelfii u Rudolfa Serkina. W 1969 roku zdobyła I nagrodę w Międzynarodowym Konkursie Pianistycznym im. Van Cliburna w Fort Worth. W 1971 roku debiutowała w Nowym Jorku. Koncertowała w Ameryce Północnej i Południowej, a także w Europie. W 1977 roku otrzymała obywatelstwo brytyjskie.
W swoim repertuarze oprócz popularnych utworów posiadała także mniej znane kompozycje, w tym dzieła twórców brazylijskich. Dla wytwórni Decca dokonała nagrania kompletu 5 koncertów fortepianowych Heitora Villi-Lobosa (1989–1990).